# Eupithecia densicauda
Eupithecia densicauda es una especie de polilla de la familia Geometridae. La especie fue descrita por primera vez por William Warren habiendo sido descrita en 1904, con distribución en Perú. El holotipo de la especie fue descrita en las colinas del Distrito de Marcapata, a una altitud de 4000 pies (1219,2 m).